# 대한민국 민사소송법 제49조
대한민국 민사소송법 제49조는 법관의 회피에 대한 민사소송법 조문이다.

## 조문
제49조(법관의 회피) 법관은 제41조 또는 제43조의 사유가 있는 경우에는 감독권이 있는 법원의 허가를 받아 회피(回避)할 수 있다.

## 참고 문헌
- 조상희, 『법학전문대학원 민사소송법 기본강의』. 한국학술정보(주), 2009. ISBN 978895323077

## 같이 보기
- 회피